# セイヴァーランド対ニュートン事件
セイヴァーランド対ニュートン事件（セイヴァーランドたいニュートンじけん、英: Saverland v. Newton (1837)）は、1837年にトーマス・セイヴァーランドがパーティでキャロライン・ニュートンに同意なくキスをしようと試みた際、左鼻を噛みちぎられた事を訴えた英国の事件とその判決。
裁判官は男性側の原告の訴えを却下し、判決で「男性が女性の意思に反してキスをしようとした場合、彼女には彼の鼻を好きに噛みちぎる権利がある」とした。

## 新聞報道
この事件は、英国の日曜新聞Bell's New Weekly Messengerの1837年4月30日の号にて次のように記されている。

## 歴史的位置付け
この事件は、セクシャル・ハラスメントを扱った裁判としては先駆的なもので、女性は同意をしていない性的な接触に対して、必要であれば力ずくで防衛する権利がある事を示した。この判例は、裁判記録では発見されておらず、新聞報道などに記録されているものによってその存在と内容が知られている。